# Ed Burton
Edward Burton, detto Ed (Blytheville, 13 agosto 1939 – Muskegon, 28 maggio 2012), è stato un cestista statunitense, professionista nella NBA.